# Lista de Jubileus de Monarcas Britânicos

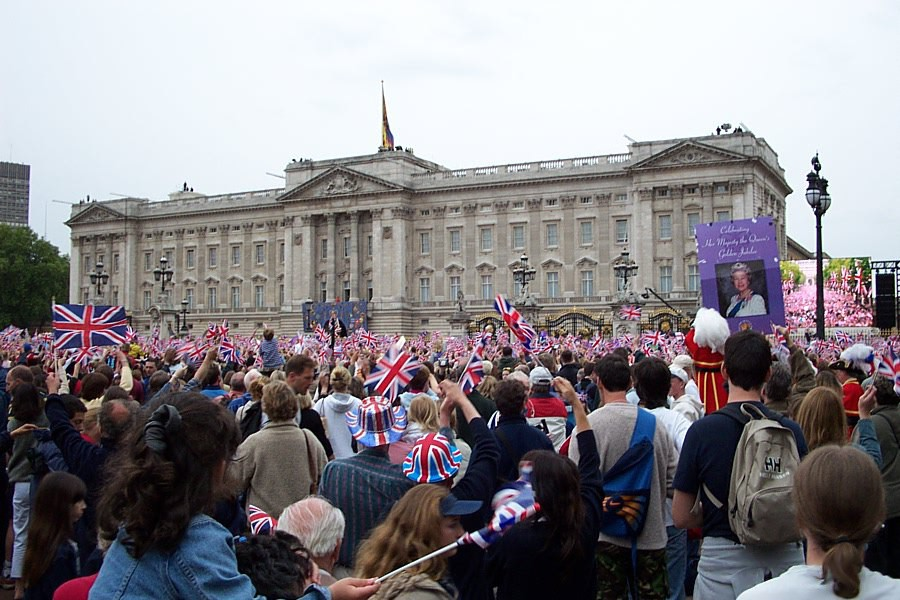
Pessoas agitando bandeiras fora do Palácio de Buckingham durante as celebrações do Jubileu de Ouro da Rainha Elizabeth II em junho de 2002.

Os Jubileus Formais dos Monarcas Britânicos começaram com Jorge III do Reino Unido. No início do 50º ano de seu reinado, seu jubileu foi celebrado em todas as Ilhas Britânicas e suas posses coloniais. Monarcas posteriores adicionaram outros anos de jubileu.

## Jorge III do Reino Unido
| Ano  | Jubileu                      | Anotações | Medalhas                                                                             |
| ---- | ---------------------------- | --- | ------------------------------------------------------------------------------------ |
| 1809 | Jubileu de Ouro de Jorge III | O primeiro monarca britânico a marcar um jubileu de forma significativa foi o rei Jorge III. O Jubileu de Ouro de Jorge III em 25 de outubro de 1809 marcou o 49º aniversário de sua ascensão e sua entrada no 50º ano de seu reinado. | Medalha Jubileu do Rei Jorge IIIMedalha do Rei Jorge III e Jubileu da Rainha Carlota |

## Vitória do Reino Unido
| Ano  | Jubileu                                       | Anotações | Medalhas |
| ---- | --------------------------------------------- | --- | --- |
| 1887 | Jubileu de Ouro da Rainha Vitória             | O Jubileu de Ouro da Rainha Vitória foi celebrado em 20 de junho de 1887 por ocasião do 50º aniversário da adesão da Rainha Vitória em 20 de junho de 1837. | - Medalha do Jubileu de Ouro da Rainha Vitória - Medalha do Jubileu de Ouro da Polícia (Reino Unido)                                                 |
| 1897 | Jubileu de Diamante de Vitória do Reino Unido | O Jubileu de Diamante da Rainha Vitória começou no domingo, 20 de junho de 1897, o 60º aniversário de sua ascensão ao trono. Celebrações para honrar a grande ocasião - o primeiro Jubileu de Diamante de qualquer monarca britânico - mostraram o papel da Rainha como "mãe" do Império Britânico e seus Domínios. | - Medalha do Jubileu de Diamante de Vitória do Reino Unido - Medalha de Jubileu de Diamante da Polícia - Medalha De Prefeitos e Reitores de Diamante |

## Jorge V do Reino Unido
| Ano  | Jubileu                                    | Anotações | Medalhas                                               |
| ---- | ------------------------------------------ | --- | ------------------------------------------------------ |
| 1935 | Jubileu de Prata de Jorge V do Reino Unido | O Jubileu de Prata de Jorge V foi celebrado em 6 de maio de 1935 para marcar os 25 anos do rei Jorge V como rei do Reino Unido e dos domínios britânicos, e imperador da Índia. Foi a primeira celebração do Jubileu de Prata de qualquer monarca britânico na história. | - Medalha do Jubileu de Ouro de Jorge V do Reino Unido |

## Isabel II do Reino Unido
A primeira celebração em forma de Jubileu para a Rainha Isabel II foi em 1962, quando marcou seu aniversário de 10 anos no trono. A Casa da Moeda Real também lançou uma série de soberanos, com o retrato de "Jovem Cabeça", de Mary Gillick, em 1962, para marcar o marco.
Os jubileus da Rainha Isabel II estão listados abaixo:
| Ano  | Jubileu                                         | Anotações | Medalhas                                                  |
| ---- | ----------------------------------------------- | --- | --------------------------------------------------------- |
| 1977 | Jubileu de Prata de Isabel II do Reino Unido    | O Jubileu de Prata de Isabel II em 1977 marcou o 25º aniversário da ascensão da Rainha Elizabeth II aos tronos do Reino Unido e de outros reinos da Comunidade. | - Medalha Jubileu de Prata de Isabel II do Reino Unido    |
| 1992 | Jubileu de Rubi de Isabel II do Reino Unido     | O Jubileu de Rubi de Isabel II em 1992 marcou o 40º aniversário da ascensão da Rainha Isabel II aos tronos do Reino Unido e de outros reinos da Comunidade. Ao contrário de seu Jubileu de Prata em 1977, o Jubileu de Rubi foi um evento de baixo perfil. | Nenhuma                                                   |
| 2002 | Jubileu de Ouro de Isabel II do Reino Unido     | O Jubileu de Ouro de Isabel II foi realizado em 2002 marcando o 50º aniversário da adesão da Rainha Isabel II em 6 de fevereiro de 1952. Apesar da morte de sua irmã, a princesa Margarida, e de sua mãe, a Rainha Isabel, a Rainha Mãe, em fevereiro e março de 2002, respectivamente, o jubileu foi marcado com eventos populares e em grande escala em Londres e nos reinos da Comunidade. | - Medalha Jubileu de Ouro de Isabel II do Reino Unido     |
| 2012 | Jubileu de Diamante de Isabel II do Reino Unido | O ano de 2012 marcou o Jubileu de Diamante de Elizabeth II sendo o 60º aniversário da adesão da Rainha Isabel II em 6 de fevereiro de 1952. A única celebração do Jubileu de Diamante para qualquer um de seus antecessores foi em 1897, para a Rainha Vitória. | - Medalha Jubileu de Diamante de Isabel II do Reino Unido |
| 2017 | Jubileu de Safira de Isabel II do Reino Unido   | O Jubileu de Safira de Isabel II, em 6 de fevereiro de 2017, marcou os 65 anos do reinado da Rainha Isabel II. Ela foi a primeira monarca britânica a ter um Jubileu de Safira. | Nenhuma                                                   |
| 2022 | Jubileu de Platina de Isabel Ii do Reino Unido  | O Jubileu de Platina de Isabel II foi celebrado em 2022 no Reino Unido e na Comunidade para marcar o 70º aniversário da adesão da Rainha Elizabeth II. Esta foi a primeira vez que um monarca britânico celebrou um Jubileu de Platina. | - Medalha Jubileu de Platina de Isabel II do Reino Unido  |

## Galeria

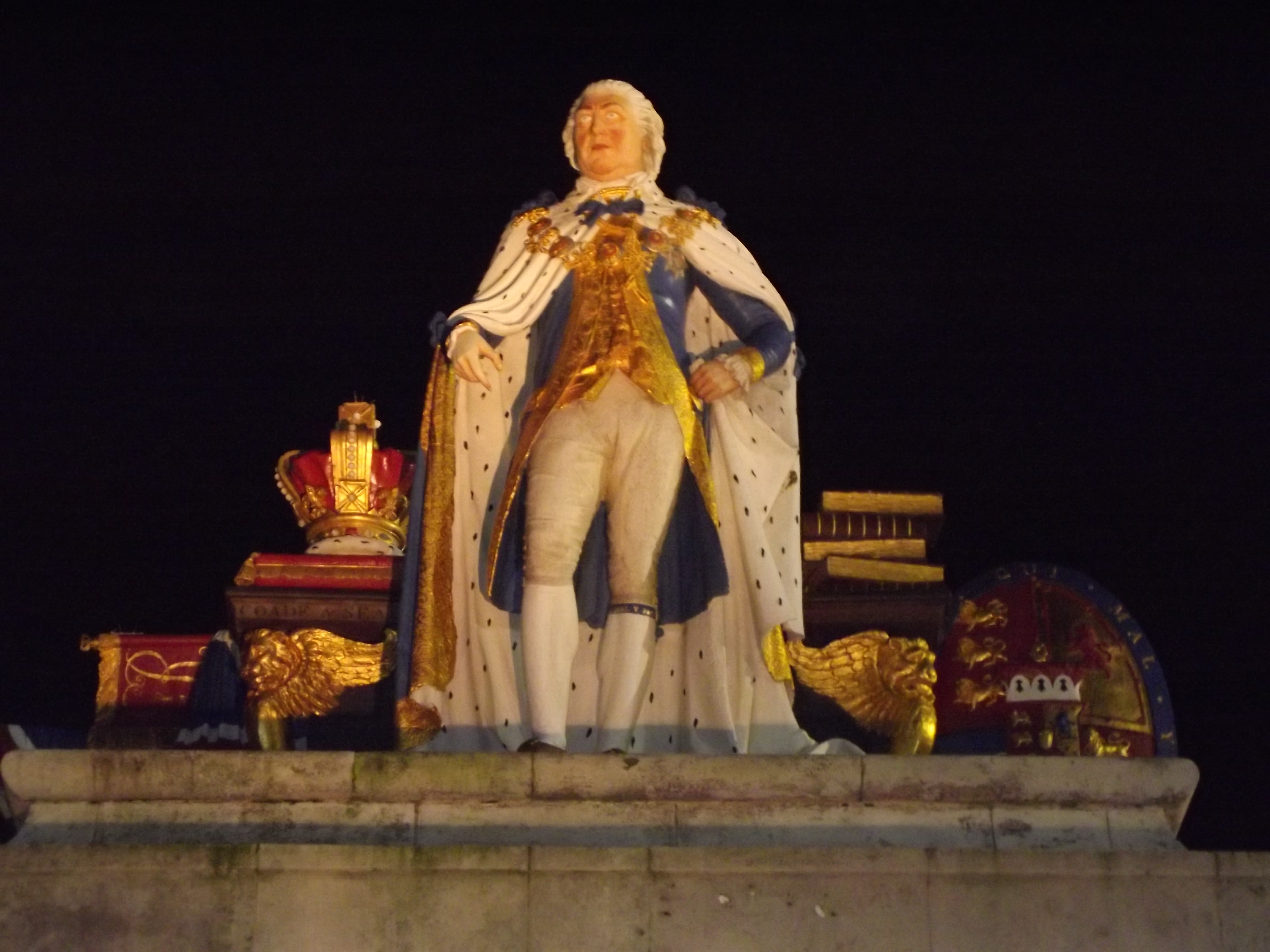
Uma estátua de Jorge III em Weymouth, erguida em 1809, para comemorar o Jubileu de Ouro do Rei Jorge III.
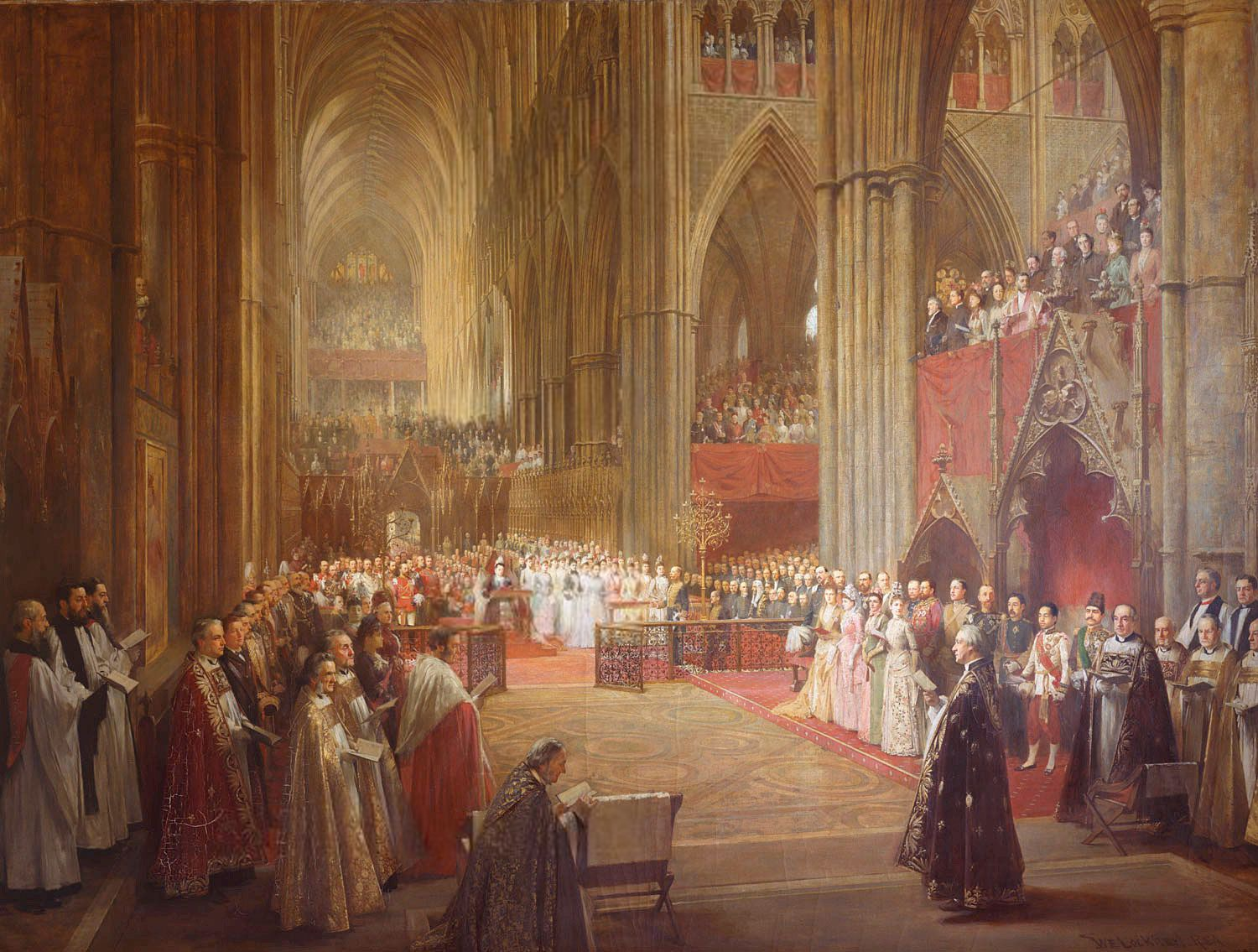
Serviço jubileu de ouro da Rainha Vitória, Abadia de Westminster, 21 de junho de 1887
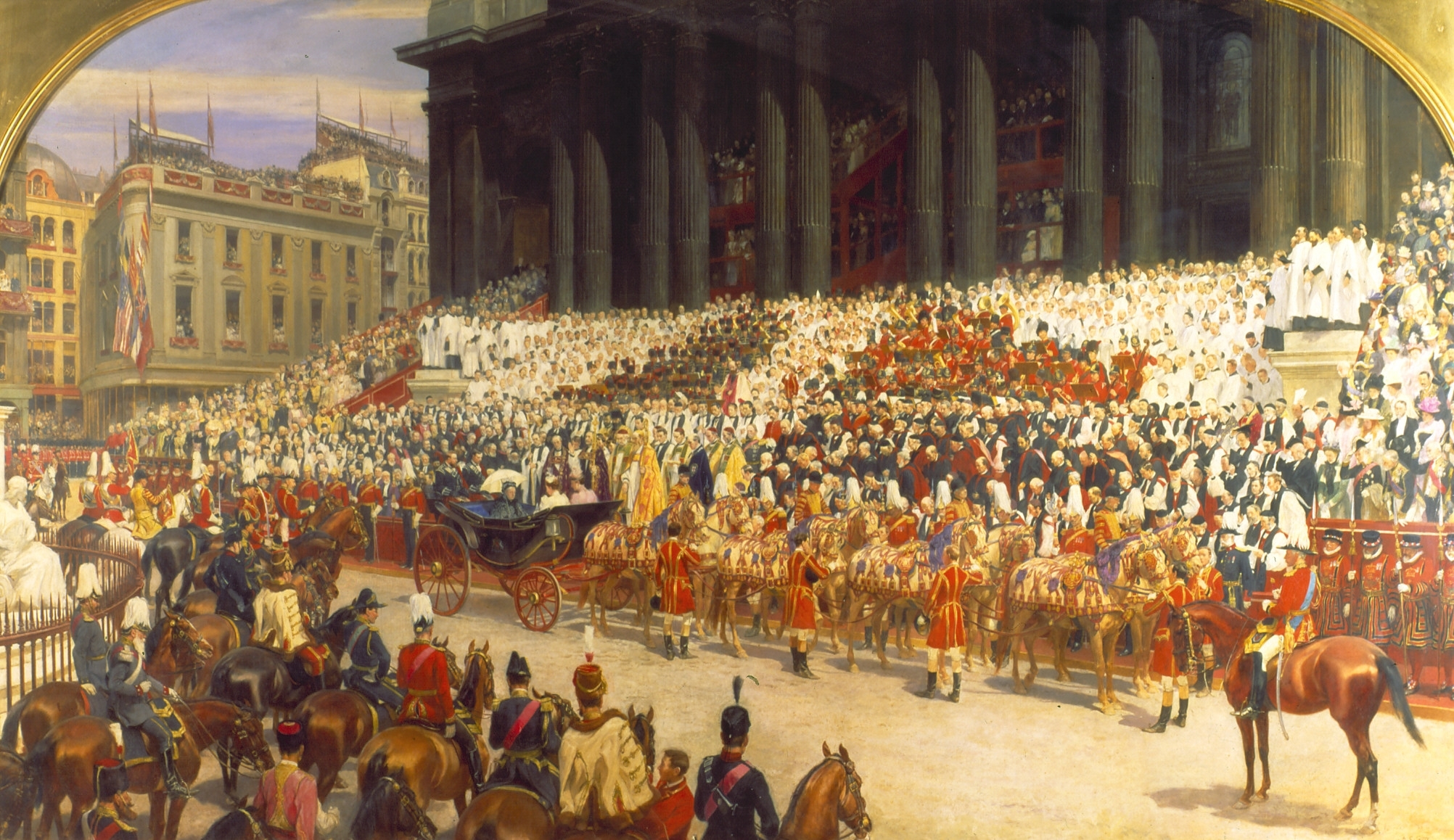
Serviço jubileu de diamante da Rainha Vitória, Catedral de São Paulo, 22 de junho de 1897
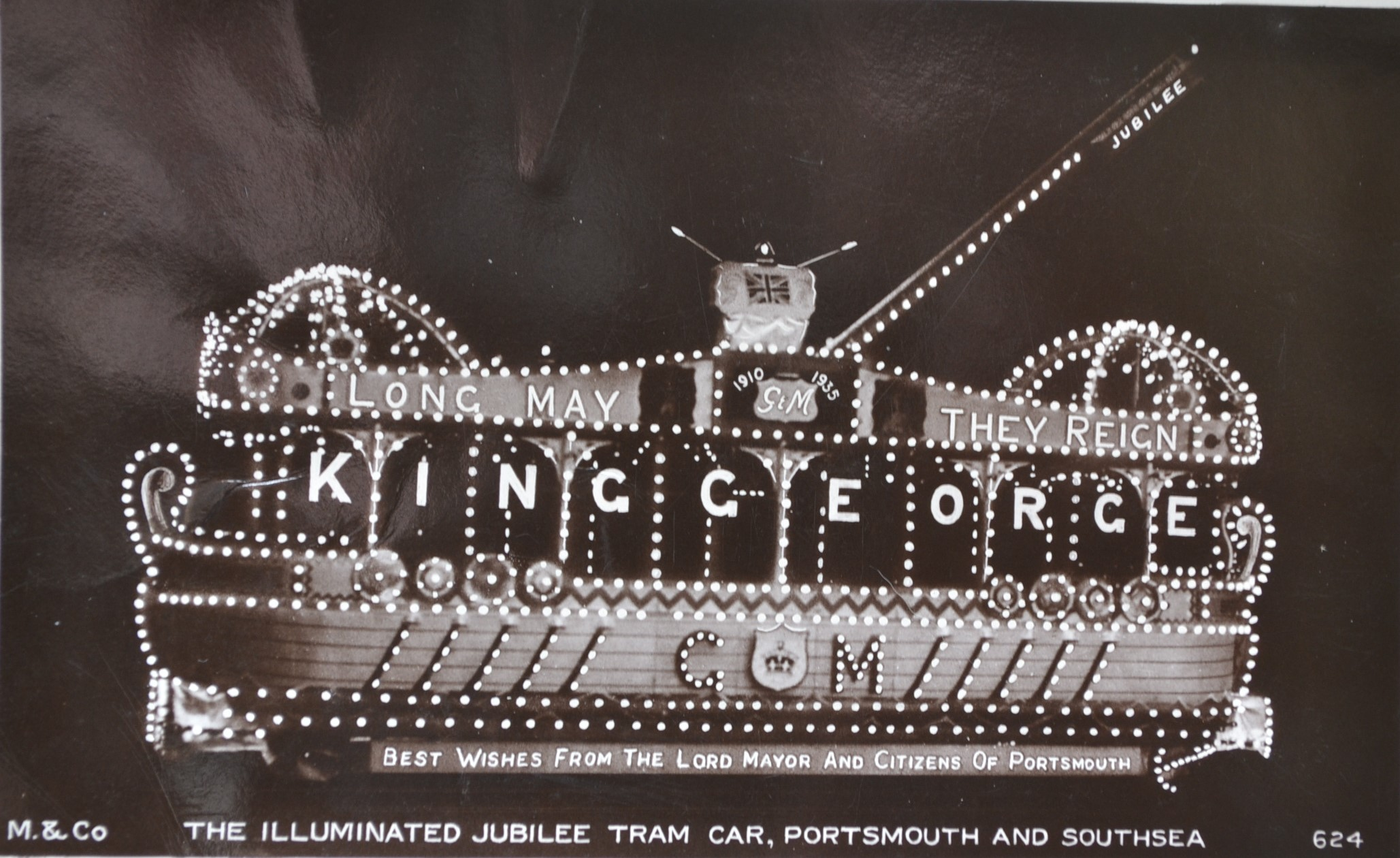
Um cartão postal mostrando um bonde iluminado da Portsmouth Corporation Tramways celebrando o Jubileu de Prata do Rei Jorge V.
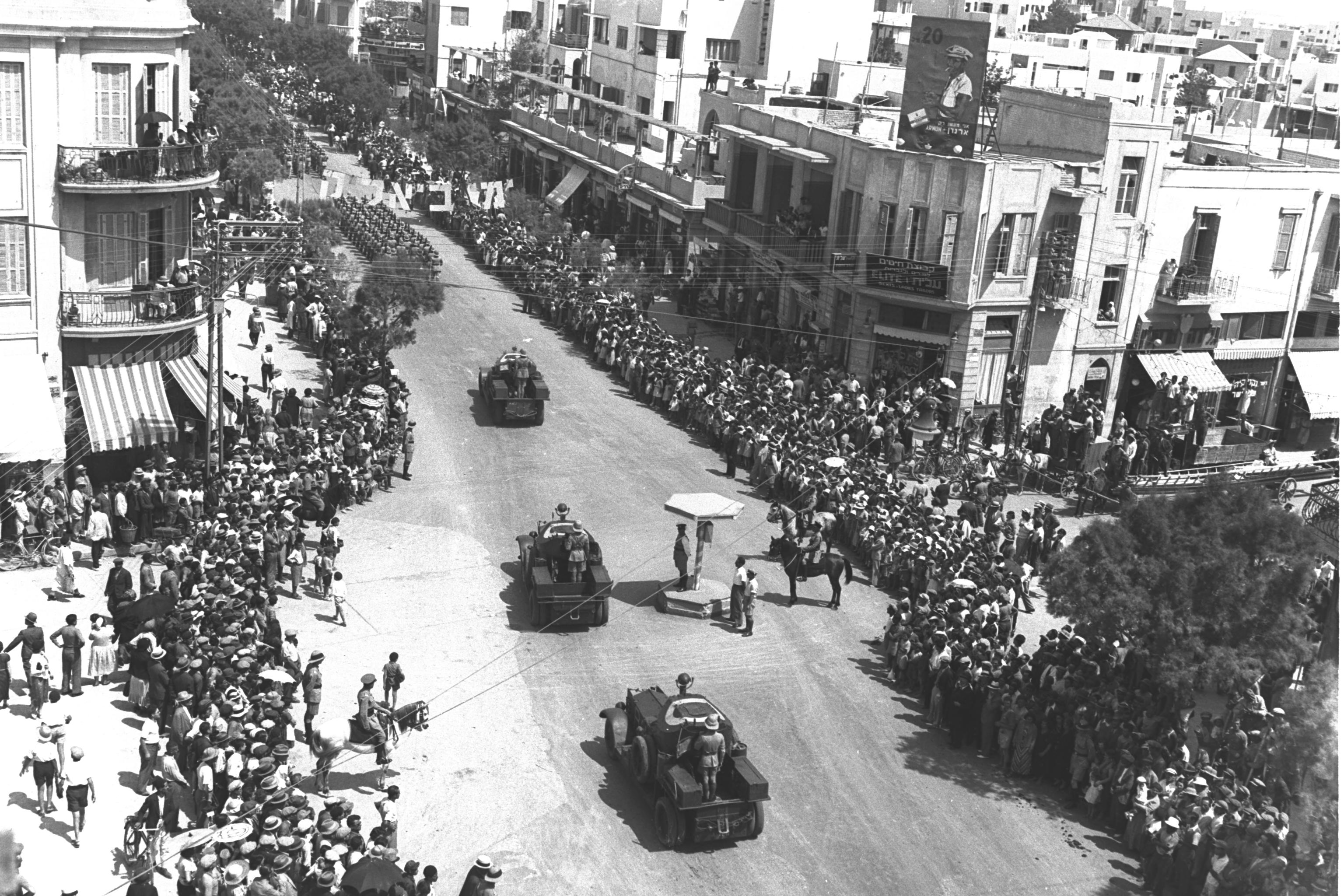
Veículos blindados britânicos desfilando pela Rua Allenby em Tel Aviv, em homenagem ao Jubileu de Prata do Rei Jorge V em 1935
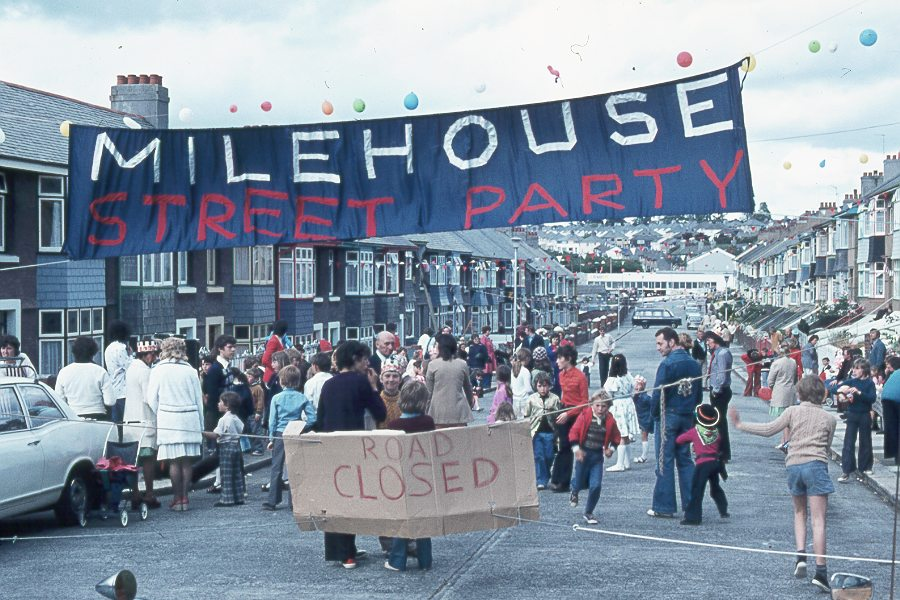
Festas de rua elaboradas foram lançadas em todo o Reino Unido, como está em Fullerton Road, Plymouth, para o Jubileu de Prata da Rainha Isabel II em 1977
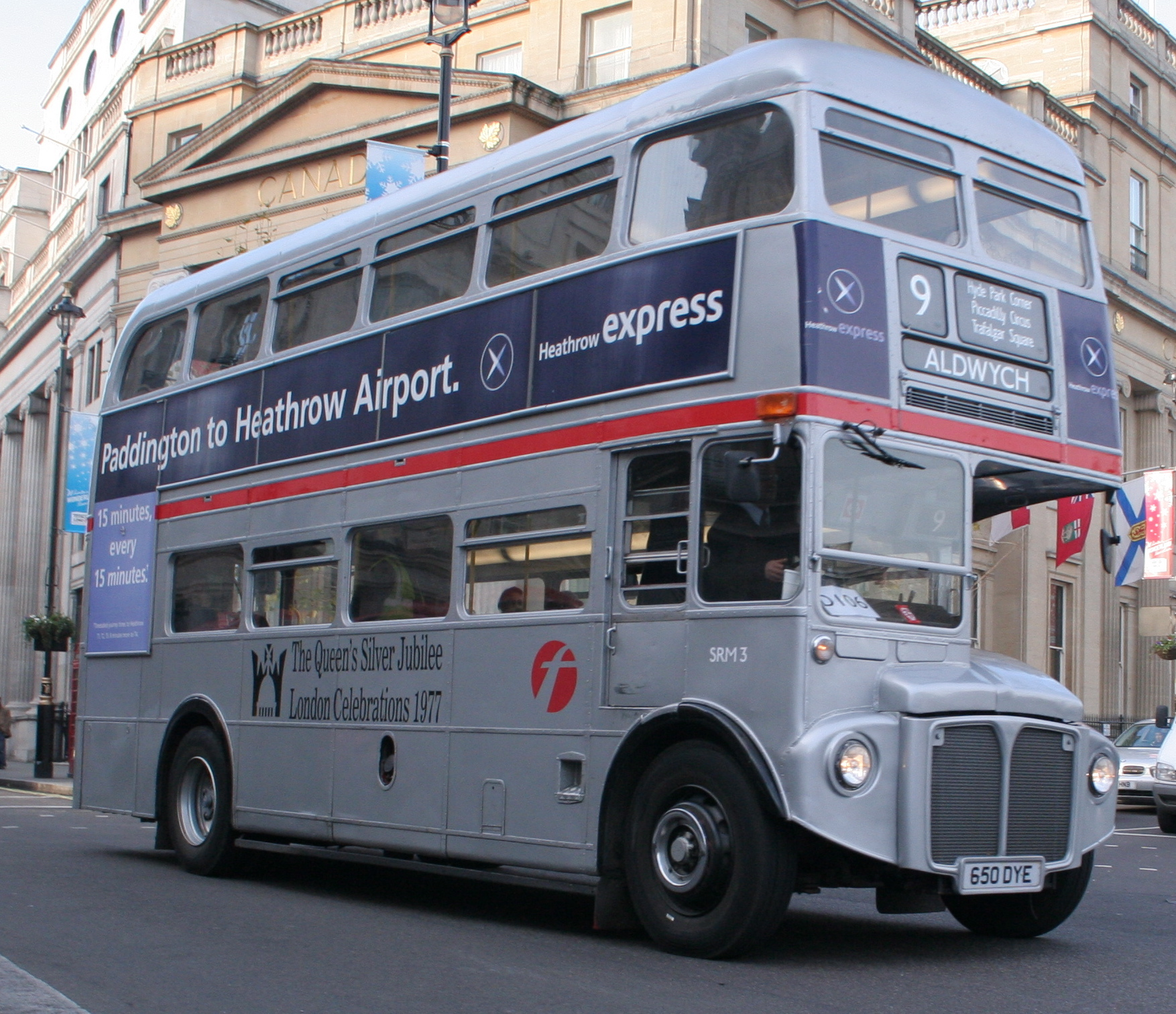
Um dos vinte e cinco ônibus da London Routemaster pintados de prata para comemorar o Jubileu de Prata da Rainha Isabel II
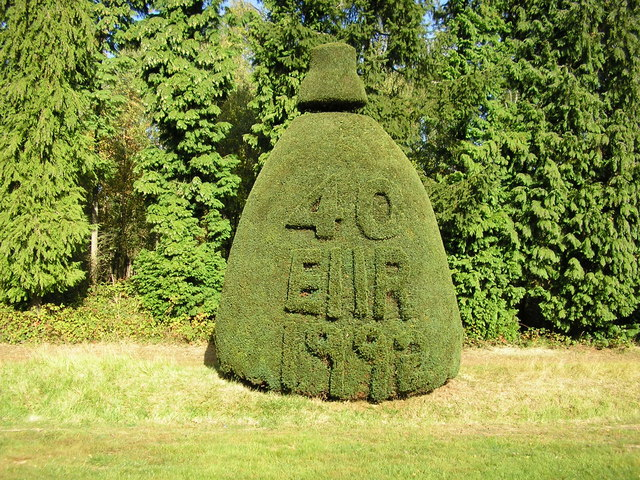
Um Yew cortado na Yew Tree Avenue, Clipsham, Rutland para comemorar o Jubileu rubi da Rainha Isabel II em 1992
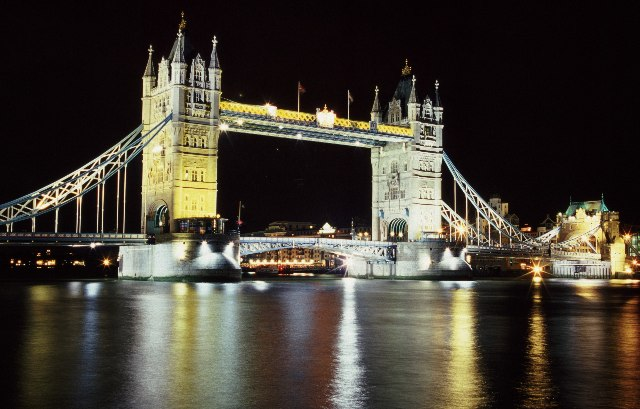
Durante grande parte de 2002, a Ponte da Torre foi iluminada em ouro em vez do branco habitual, em celebração ao Jubileu de Ouro da Rainha.
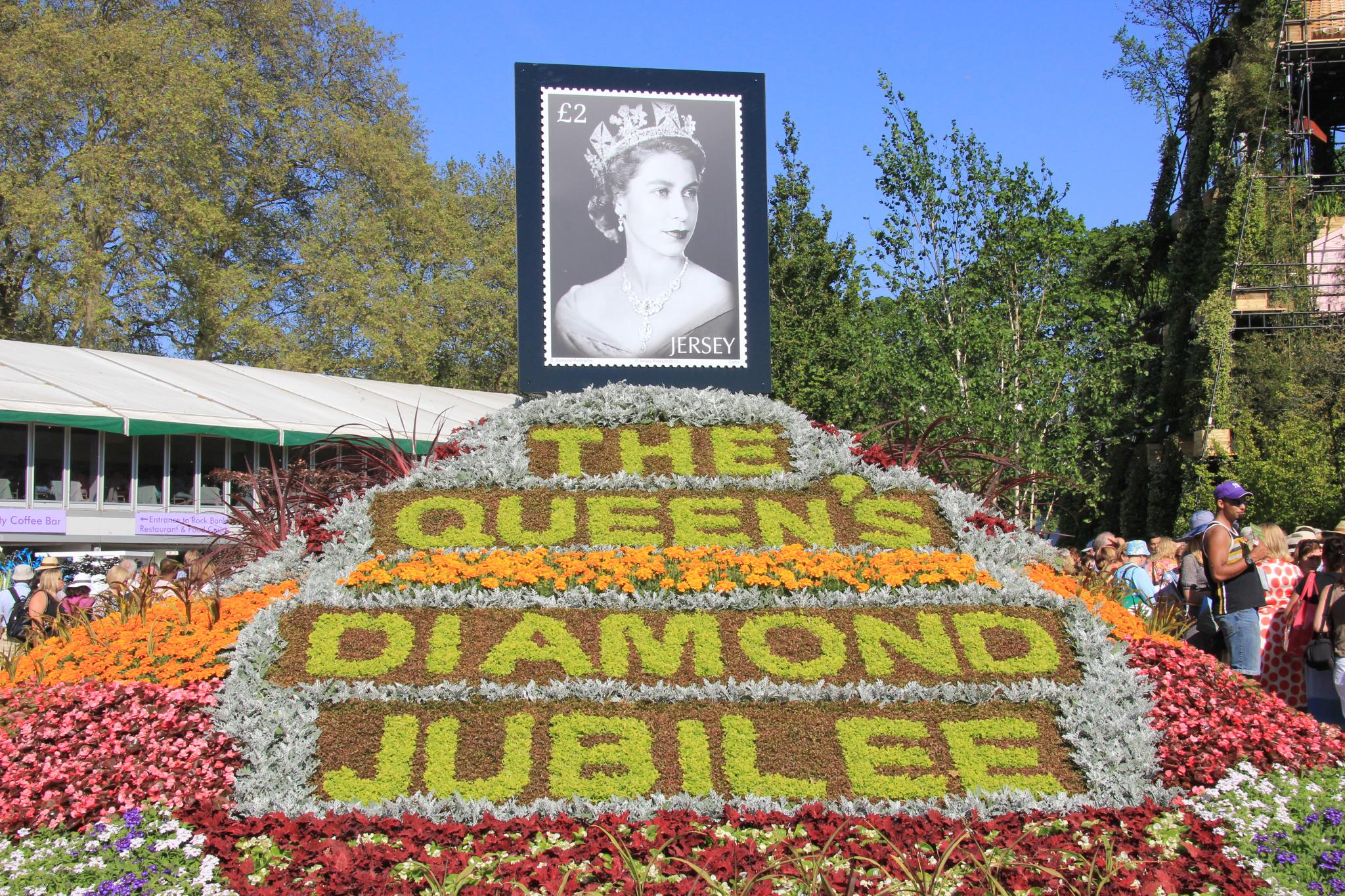
Exposição floral do Jubileu de Diamante da Rainha Isabel II no RHS Chelsea Flower Show em Londres, 2012
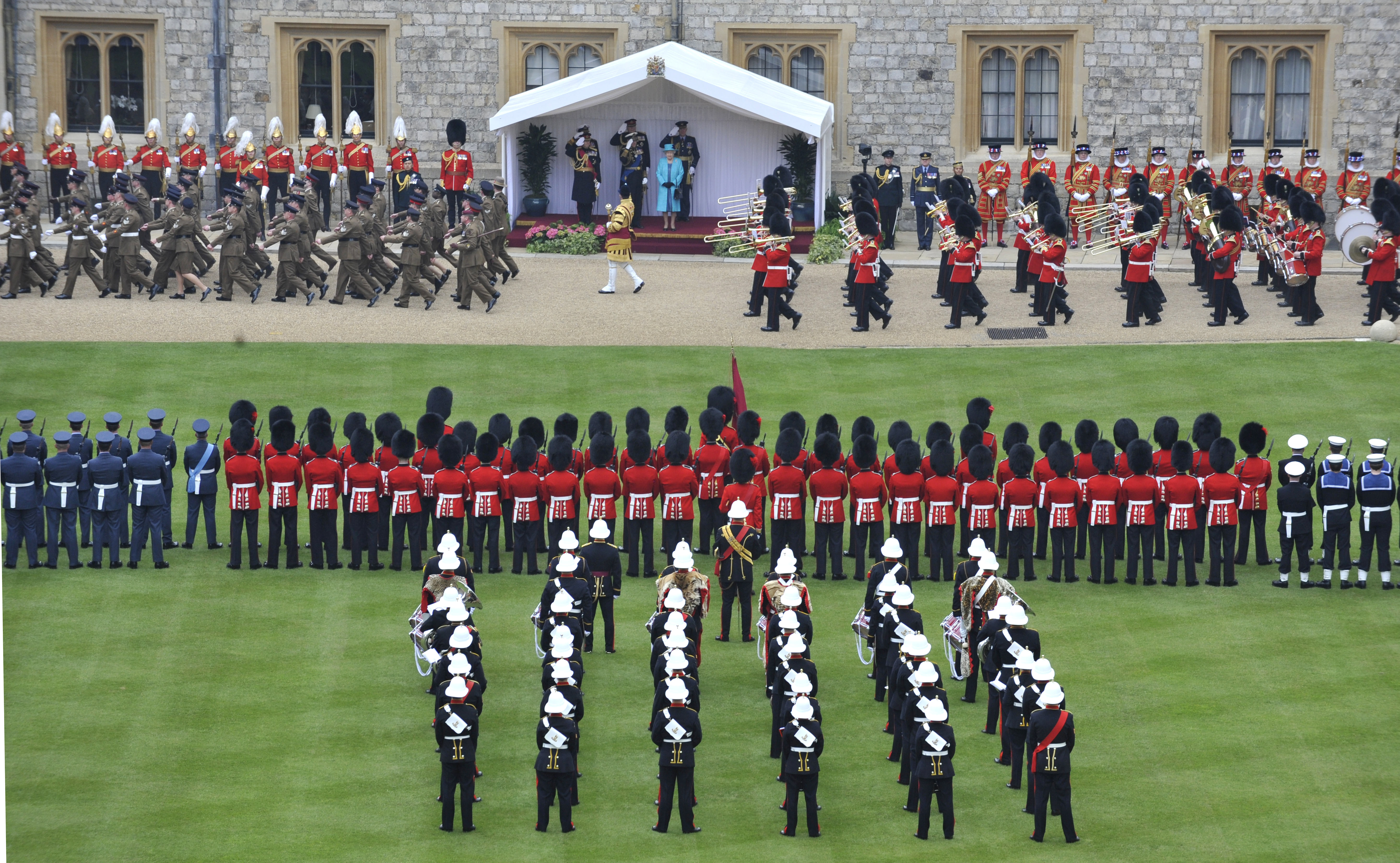
O Desfile das Forças Armadas do Jubileu de Diamante e a Guerreira no Castelo de Windsor em maio de 2012.
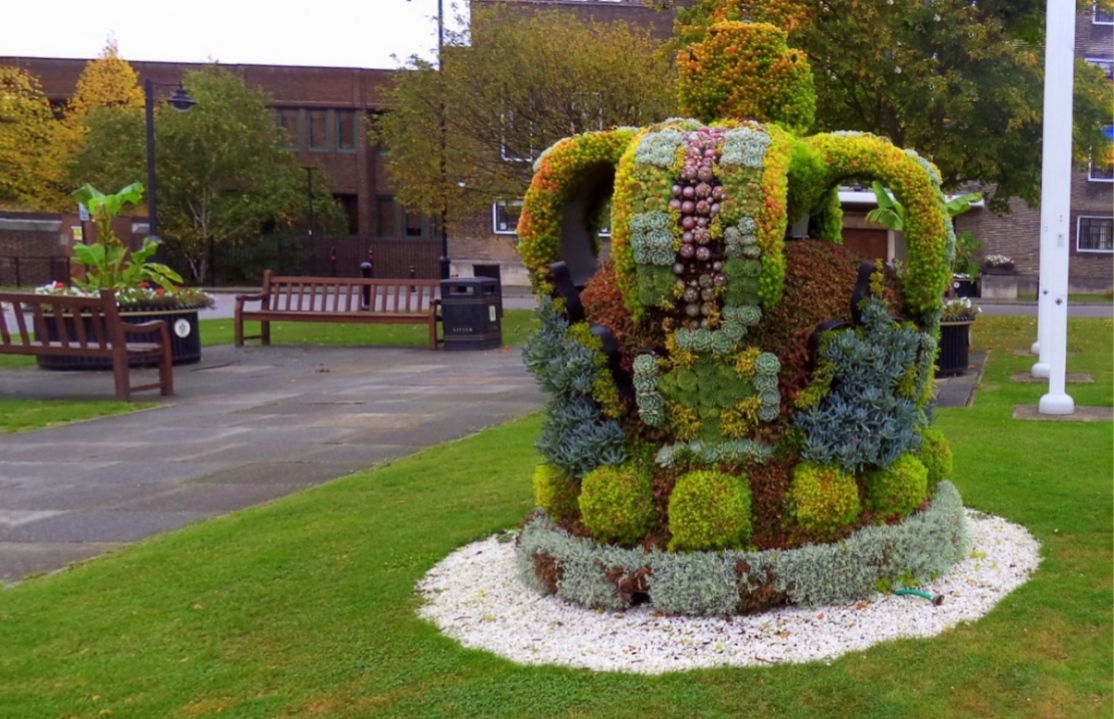
Um topiário especial em forma de coroa criado para comemorar o Jubileu de Safira da Rainha em Romford, Inglaterra, 2017.
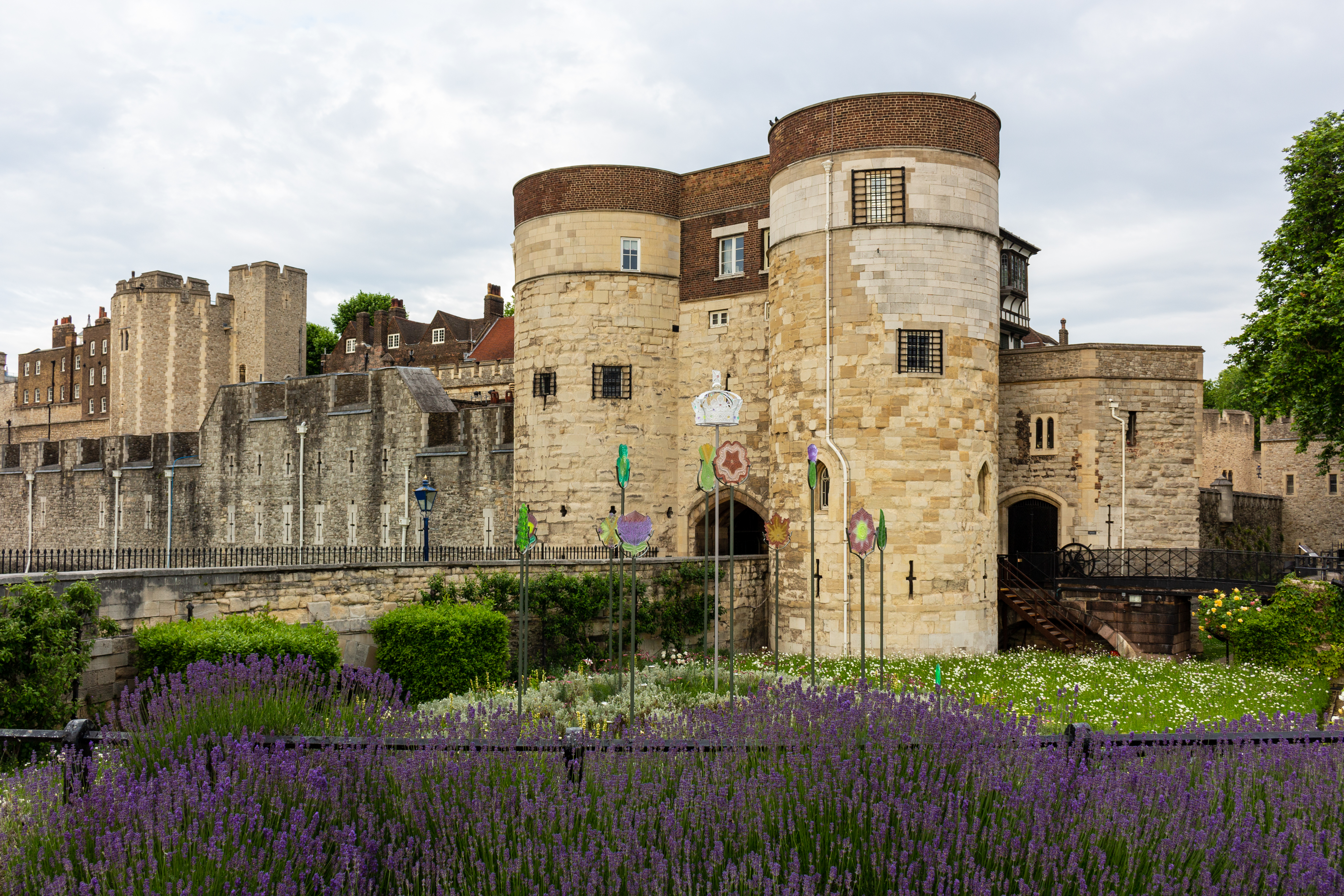
Exposição de flores Superbloom na Torre de Londres para o Jubileu de platina da Rainha, 2022
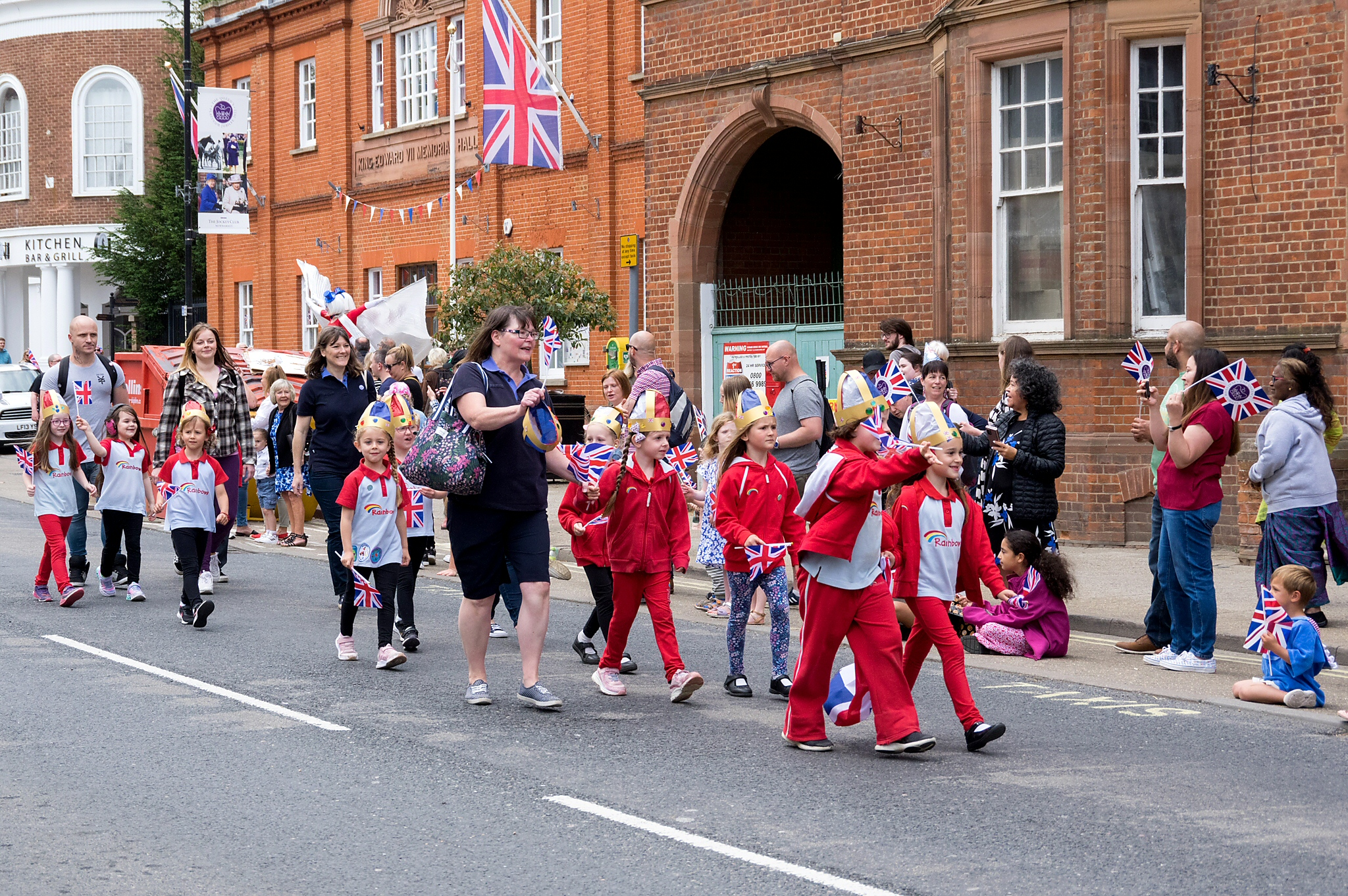
Newmarket Jubilee Parade & Party, 2022.
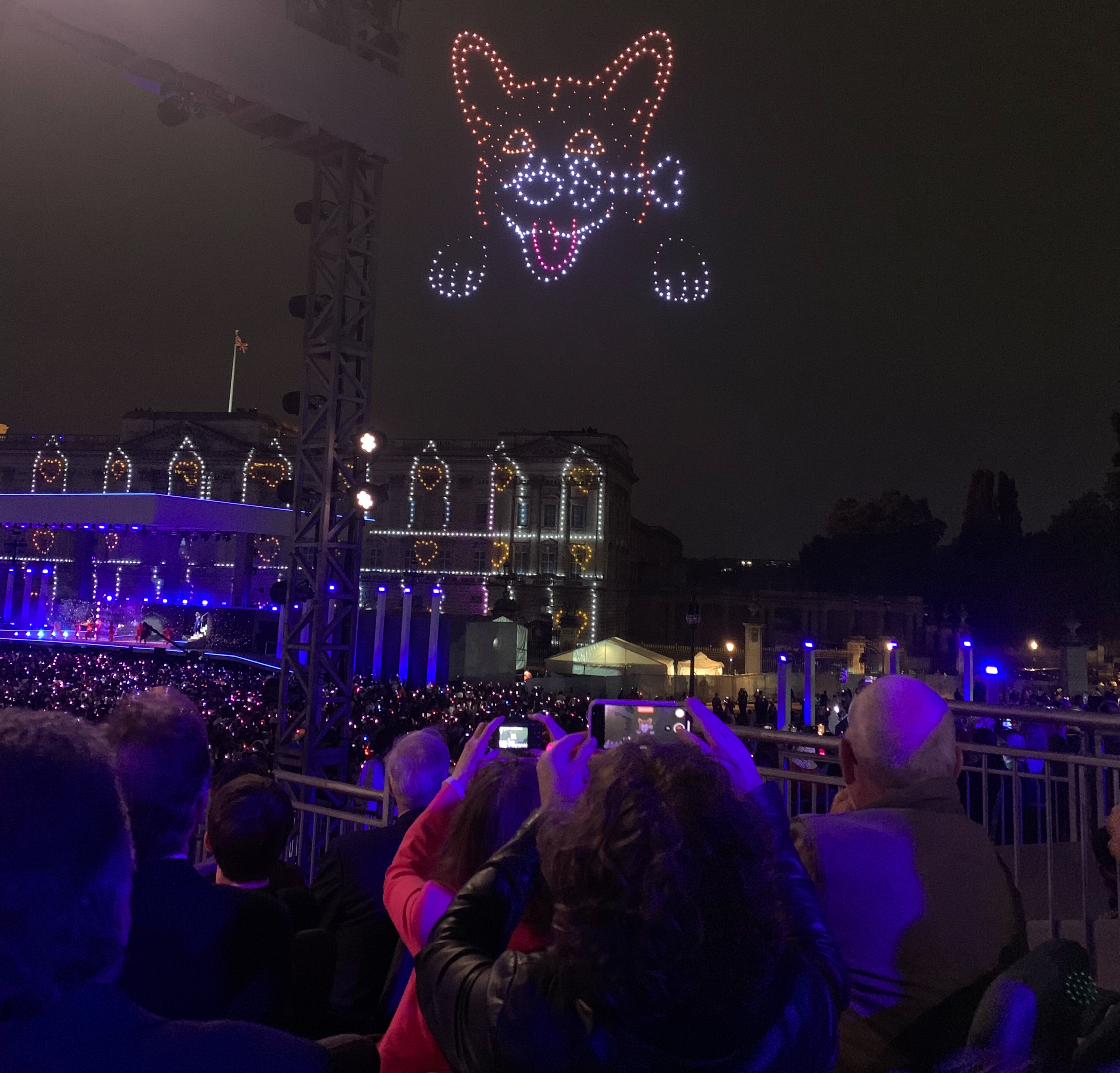
Drones formando um corgi acima do Palácio de Buckingham durante a Festa de Platina no Palácio, 2022.